# فرودگاه ملی پاروس
 فرودگاه ملی پاروس (به انگلیسی: Paros National Airport) (به زبان بومی: Panteleou Paros Airport) یک فرودگاه همگانی مسافربری با کد یاتا PAS است که یک باند فرود آسفالت دارد و طول باند آن ۷۱۰ متر است. این فرودگاه در کشور یونان قرار دارد و در ارتفاع ۳۷ متری از سطح دریا واقع شده است.